# Schillstraße 34 (Stralsund)
Das Gebäude Schillstraße 34 / Knieperstraße 12 in Stralsund ist ein denkmalgeschütztes Bauwerk in der Schillstraße, Ecke Knieperstraße.

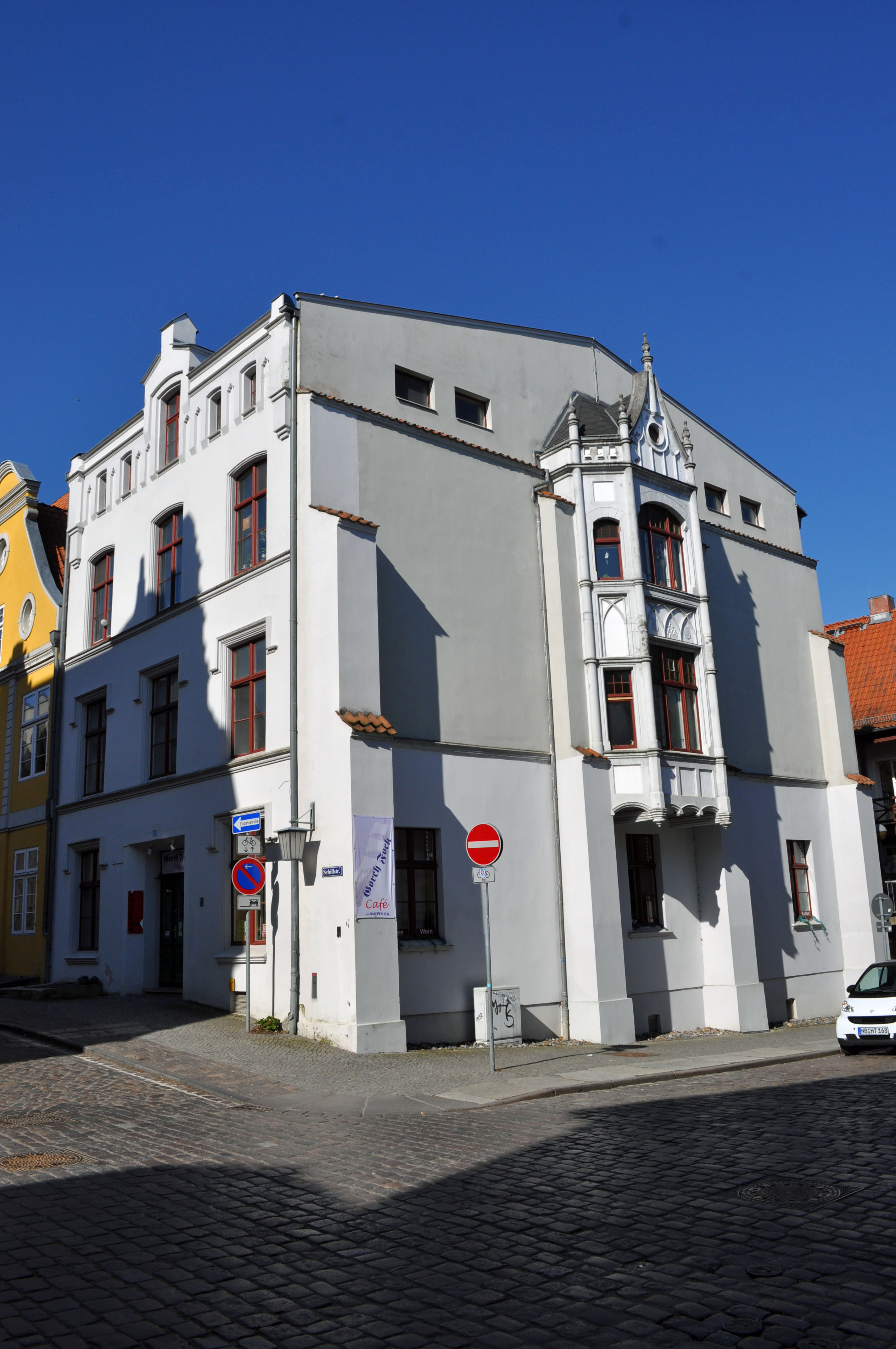
Das Gebäude Knieperstraße 12 / Schillstraße 34 (2012)

Das Eckhaus zur Schillstraße wurde im Jahr 1863 gebaut. Das dreieinhalbgeschossige Gebäude zeigt in der Hauptfassade Stockwerkgesims und einen Zinnenfries. Den östlichen Giebel dominiert der polygonale, mit reichem neugotischen Dekor versehene Erker im Obergeschoss. Im Hof des Hauses schließt sich ein zweigeschossiger Backsteinbau an, der einen mittelalterlichen Kern aufweist.
Das Haus liegt im Kerngebiet des von der UNESCO als Weltkulturerbe anerkannten Stadtgebietes des Kulturgutes „Historische Altstädte Stralsund und Wismar“. Es ist in die Liste der Baudenkmale in Stralsund eingetragen.